# Cepaea sylvatica
Cepaea sylvatica е вид охлюв от семейство Helicidae. Видът не е застрашен от изчезване.

## Разпространение и местообитание
Разпространен е в Германия, Италия, Франция и Швейцария.
Обитава долини и ливади.

## Описание
Популацията на вида е стабилна.